# Neuropiline 1
La neuropiline 1 est une protéine transmembranaire. Il s'agit de l'une des deux neuropilines humaines. Son gène est le NRP1 situé sur le chromosome 10 humain.

## Rôle
Il interagit avec les sémaphorines de classe 3 (dont le SEMA3A) et VEGF. Il intervient également dans l'immunité cellulaire ainsi que dans l'embryogenèse du système cardiovasculaire (dont la séparation entre cœur droit et cœur gauche) et neurologique.
Une étude de novembre 2020 révèle que la neuropiline 1 est un récepteur auquel se lie le péplomère du coronavirus SARS-CoV-2 responsable de la Covid-19.